# Населення Тернопільської області
Демографічна ситуація на Тернопільщині — стан природного руху населення на території Тернопільської області України.

## Національний склад
Історична динаміка національного складу області за даними переписів населення, %
|          | 1931 | 1959 | 1970 | 1989 | 2001 |
| -------- | ---- | ---- | ---- | ---- | ---- |
| українці | 58,1 | 94,9 | 96,0 | 96,8 | 97,8 |
| росіяни  | 0,1  | 2,5  | 2,3  | 2,3  | 1,2  |
| поляки   | 33,5 | 2,2  | 1,3  | 0,6  | 0,3  |
| інші     | 8,3  | 0,4  | 0,4  | 0,3  | 0,7  |

За даними Всеукраїнського перепису населення 2001 року, на території Тернопільської області проживали представники 85 національностей. Найчисельнішими були українці (1113,5 тис., 97,8 %), росіяни (14,2 тис., 1,2 %) та поляки (3,9 тис., 0,3 %)..
За даними перепису 2001, на території Тернопільської області мешкають 364 особи з етнографічних груп українського етносу (бойки, гуцули, лемки, поліщуки, русини), або 1,1 % від їх загальної кількості в Україні. Найчисленніші лемки — 346 осіб, малочисельні — гуцули — 14 осіб і русини — 4 особи; 98 % з них рідною визнають українську мову.
Росіян — 14194 особи (1,2 %). Українці та росіяни — найчисельніші національності області. Крім них, на Тернопільщині проживають поляки — 3856 осіб, білоруси — 968, молдовани — 356, вірмени — 259, німці — 139, татари — 130, євреї — 167, азербайджанці — 113, вепси — 162 та ін. національності, кількість представників кожної з яких — менше 100 осіб.
Українці проживають на всій території області, питома вага їх у заг. чисельності насел. р-нів — від 95,6 % (Підволочис. р-н) до 99,6 (Підгаєц. р-н). Питома вага росіян в основному до 1 %, крім Збаразького (1,3 %), Кременецького (1,28 %) і Чортківського (1,6 %) районів. У Підволочиському районі 2-е місце після українців належить полякам (3,6 %). В обласному центрі українців — 212617 осіб (94,1 %), росіян — 7743 особи (3,4 %). Питома вага українців серед сільського насел. вища (99,2 %), ніж серед міського (96 %). Питома вага росіян серед міського населення — 2,4 %, у сільській місцевості лише 0,4 %.

### Історична ретроспектива
Від 1808 відомі перші докладні статистичні дані про кількість населення міста Тернопіль. На основі перепису встановлено, що в місті — 7095 мешканців, національний склад — не визначений; 1880 — всіх жителів 25819 осіб, із них українців — 6023, поляків — 6170, євреїв — 13468, інших — 158.
1921 у Тернопільському воєводстві на 16240 км² проживало 1 млн. 428,5 тис. осіб, із них українців — 848,6 тис. (59,4 %), поляків — 447,8 тис. (31,4 %), євреїв — 129 тис. (9 %), інших — 2,9 тис. (0,2 %). 1931 на цій же площі — 1 млн. 600,4 тис. осіб, із них українців — 879,6 тис. (54,8 %), поляків −586,6 тис. (36,6 %), євреїв — 134,1 тис. (8,4 %), інших — 0,2 тис.
1939 утворено Тернопільську область, тоді на 13700 км² проживало 1 млн. 500 тис. осіб, національний склад — не визначено. Нині серед 130 національностей і народностей, представники яких, згідно з переписом 2001, проживають у державі, домінують українці. У першому перепису УРСР, що охоплював Тернопільщину (1959), питома вага українців у загальній кількості населення становила 94,8 %, або 1030166 осіб. У наступних переписах (через кожних 10 років) вона зростала за рахунок природного приросту населення:
- 1970 — 1106954 особи (96,0 % усього населення),
- 1979 — 1123085 осіб (96,6 %),
- 1989 — 1126395 осіб (96,8 %).

1959 росіян було 2,5 %, або 26904 особи, 1970 — 2,3 % (26349 осіб), 1979 — 2,2 %, (25679 осіб), 1989 — 2,3 % (26610 осіб). Поляків 1959 — 23510 осіб (2,2 %), подальші переписи засвідчують тенденцію до зменшення їх кількості в області: 1979 — 9229 осіб (0,8 %), 1989 — 6704 особи (0,6 %).

### Українці
Абсолютну більшість населення Тернопільської області становлять українці — 97,8 % — це найвища частка серед областей України.
Сучасну територію Тернопільської області заселяли слов'яни, які в IV столітті н. е. утворили велике об'єднання племен, відоме під назвою анти. Поширена етногенетична концепція походження українців від антів. У IX столітті східнослов'янські землі об'єдналися в єдину державу Київську Русь, яка була могутньою державою середньовічної Європи. Про інтенсивність заселення в даний час території Тернопільської області свідчать близько 300 староруських городищ і селищ, понад 100 некрополів X—XIII століть. Наприкінці XI століття на території сучасної Тернопільщини утворилися руські князівства Теребовлянське і Шумське, які пізніше об'єдналися і увійшли в Галицько—Волинське князівство. З часів Русі і аж до середини 20 ст. українці Тернопілля називалися русью або русинами.

#### Етнографічні групи
- Бойки — на Тернопільщині проживають в основному бойки, відселені разом із лемками зі споконвічних українських земель сучасної Польщі. Серед відомих бойків краю — член Національної спілки письменників України В. Драбишинець і Я. Сачко, професор М. Бугір і В. Ільницький, актор І. Сачко, художник Б. Ткачик, громадський діяч В. Янків та інші. 2002 було створено Тернопільське обласне товариство «Бойківщина»[4].
- Лемки — після депортації 1944—1947 частина лемків оселилася на території Тернопільщини — їх тут майже 100 тис. Серед відомих у краї лемків: В. Барна, Р. Вархол, П. Сорока — письменники, М. Барна — доктор біологічних наук, В. Бігуняк — лауреат Державної премії України, доктор медичних наук, С. Валевський, О. Головчак — архітектори, В. Верней, М. Вороняк — диригенти, Р. Гермак, П. Мороз, Д. Стецько — художники, С. Сердинський — економіст, І. Мердак — різьбяр, І. Дуда — мистецтвознавець, О. Гижа — лікар, фольклорист та ін[5].

### Євреї
Євреї — одна з найдавніших національних і релігійних меншин на Тернопільщині. Вигнання євреїв з держав і міст західної та центральної Європи у 13-15-му сторіччях спричинило міграцію євреїв на схід. Вже 1500 року євреї, що жили на українських землях під польською адміністрацією, бути в 23 містах.
Давня назва «жид» була цілком шанованою, без зневаги й не викликала у тернопільських євреїв, як і в усій Україні, образи. Слово «єврей» прийшло у Східну Галичину з Росії, його вживали на означення євреїв — вихідців звідти, часто у негативному контексті.
Соціальна структура євреїв склалася за часів Австро-Угорщини. Єврейська ментальність на Тернопільщині формувалася за наявності своєї релігії, мови (для розмови з Богом — іврит, із простим євреєм — їдиш), побуту і соціальної структури. Тернопільські євреї відзначалися побожністю, зберігали, особливо у містечках і селах, традиційний побут та одяг. Дуже популярною була ідея обраної Богом нації. Переслідування як релігійні, так і економічні пояснювали «господньою карою за наші гріхи».
Зосереджуючись у містах і містечках (становили 40-45 % міщан Східної Галичини), євреї займалися ремеслом, торгівлею, лихварством, орендою землі, домашніми послугами. Основним заняттям євреїв у містах і селах Тернопільщини на початку 20 ст. була торгівля. За даними переписів 1897 в Росії та 1900 в Австро-Угорщині найбільше єврейське населення було в Кременці — 39 % та Гусятині — 41 %. Від кінця 19 століття починає зростати кількість євреїв у державній адміністрації і вищих школах краю.
Українське місцеве населення ставилося до євреїв толерантно, часто співпрацювало. Тоді та в міжвоєнний період на території Тернопільщини діяли єврейські банки, підприємства, школи, товариства. Важлива сторінка історії — українсько-єврейська передвиборча коаліція на виборах 1907 до австрійського парламенту; результат цієї коаліції — обрання 2-х єврейських депутатів на Тернопільщині: від 60-го округу (Бучач-Підгайці-Монастирська-Вишнівчик) — львівського адвоката, доктора Г. Ґабля, від 69-го округу (Чортків-Теребовля-Микулинці-Будзанів) — професора А. Малєра. Це був перший виступ на новітній політичній арені єврейських політичних діячів; згадані посли — перші євреї у вищому законодавчому органі Австро-Угорщини. 1909—1939 у Тернополі діяв єврейський спортивний клуб «Єгуда».
Єврейські погроми вперше прокотилися Східною Галичиною під час російської окупації 1915, їх здійснювали російські військові частини. Участь євреїв в УГА (вступ в армію євреїв Бучача і Монастириськ, створення у Тернополі в червні 1919 Жидівського куреня), підтримка уряду ЗУНР під час виборів, сприяння єврейських культурних діячів розвитку української культури позитивно позначилися на співіснуванні українців і євреїв. Значна кількість проживала на Борщівщині 1921, зокрема у Скалі-Подільській (1555 осіб), Мельниці-Подільській (1411), Озерянах (1302), Королівці (1161) та в інших містах і селах краю.
У міжвоєнний період значно зросло число євреїв, зайнятих так званими вільними професіями. Більшість із них жила в умовах важкої праці та злиднів. Діячі ОУН часто переховувалися від арештів у єврейських сім'ях. Із приходом ЧА в новостворених у грудні 1939 Дрогобицькій (нині в складі Львівської області), Львівській, Станіславській (нині Івано-Франківській) і Тернопільській областях кількість євреїв до 1940 збільшилася приблизно на 12 %; це були передовсім біженці з Німеччини і Польщі. Серед радянських функціонерів євреїв було небагато, і зокрема у Зборові серед районної адміністрації, в тому числі міліції, — 28, із них місцевих — 6.
Від грудня 1939 євреїв, особливо прибулих із окупованої німцями Польщі, масово арештовували, виселяли в Сибір. Постраждали насамперед сіоністи, єврейські релігійні діячі; юдейські громади фактично перестали існувати. Найжахливішим періодом у житті євреїв на Тернопільщині, як і в усій Україні, стала німецько-нацистська окупація 1941—1944. Окупаційна влада створила концтабори (гетто) у майже всіх великих населених пунктах краю. Тільки у Збаражі 1943 розстріляли понад 15 тис. зігнаних із населених пунктів району євреїв; у селах їх зганяли в будинки і спалювали, розстрілювали на місці. Ще й нині не встановлена точна кількість жертв німецького нацизму серед єврейського населення Тернопільщини.
За часів радянської влади єврейські організації на Тернопільщині не існували. З проголошенням незалежності України єврейська община значно активізувала діяльність. Від початку 1990-х на Тернопільщині діяло товариство «Алеф»; нині діють Єврейська община (керівник І.Кацнер) та фонд «Хесед-Фрідландер» (філія Хмельницького фонду «Хесед-Бешт»). Збережено надбання єврейської релігії та культури (синагоги, місця поховань, книги, документи тощо), діють юдейські громади.
Тернопільщина дала світу визначних діячів єврейської культури, зокрема тут народилися письменники Ш. Й. Агнон, А. Блюменфельд, Л. Кальтенберґ, Г. Кестен, релігійний діяч, народний цілитель Бешт, політичний діяч у Польщі О. Длуський, скрипаль І. Штерн та ін. На Тернопільщині відомі педагог, заслужений працівник освіти України Р. Бабад, лікар, професор Е. Бергер, історик, краєзнавець Б. Ельгорт, есперантист Л. Зімельс, спелеолог Ю. Зімельс.
Сьогодні намітилася тенденція до зменшення кількості єврейського населення. Згідно з переписами 1979 на території області проживало 949, 1989 — 693, 2001 — 167 осіб (з них у містах — 155), які визнали себе євреями.

### Молдовани
Молдовани — одна з найдавніших національних меншин краю. Стара українська назва молдован — волохи стосувалася всіх румунів. Національна група молдован на території сучасної Тернопільщини формувалася протягом сторіч — від часів Київської Русі, коли вони утворювали частину населення Галицького, згодом Галицько-Волинського князівств. Зменшення молдовського населення Тернопільщини спричинене переселенням молдован у східні частини Степової України й асиміляцією з українцями.
На території Тернопільської області
- у 1979 проживало 229 (0,02 %),
- 1989 — 373 (0,03 %) молдовани.
- За переписом 2001 — 356 осіб (0,03 %).

З них у містах — 199 (0,04 %), селах — 157 осіб (0,02 %).
Найбільше молдовського населення в районах:
- Кременецькому — 34,
- Борщівському — 33,
- Збаразькому — 32,
- Чортківському — 30 осіб.

У Зборівській битві 1649 брав участь молдовський політичний діяч, літописець М. Костін.
Під час німецько-радянської війни на Тернопільщині воювало багато уродженців Молдови, зокрема радянський військовий діяч, письменник П. Вершигора.

### Чехи
Поява чеського населення на Тернопільщині пов'язана з колонізацією українських земель 12-19 ст. сусідніми державами — Великим князівством Литовським, Річчю Посполитою, Угорщиною, Австро-Угорщиною, Туреччиною, Кримським ханством, Румунією, Чехословаччиною та Росією; а також із міграцією іноземних колоністів.
У Тернопільській області 2001 найбільше чехів проживало у Кременецькому районі — 8 осіб.
Багато чехів брали участь у військових діях на території Тернопільщини під час 1-ї світової війни; у серпні 1914 створена Чехословацька стрілецька бригада (від 1917 — корпус). Зокрема, 2 липня 1917 три чеських полки, які воювали в російській армії, зазнали великих втрат (190 осіб) у бою проти австрійського війська на полях біля села Цецова (нині Калинівка Зборівського району); полеглих поховали у спільній могилі за селом. 1927 у цьому селі насипано могилу і споруджено кам'яний пам ятник із написом:
|  | Тут, на старій слов'янській землі під Зборовом, сплять сини Чехословаччини, що полягли за волю, мир, за краще майбутнє всіх слов'янських народів. 2. VII. 1917. Вічна їм слава |

Цей бій започаткував створення чехословацької армії. Майже щороку для вшанування пам'яті земляків Калинівку відвідує чеська делегація; 1997 тут перебували президент Чеської Республіки В. Ґавел, 2006 — заступник міністра оборони Я. Прішбілова, начальник штабу Збройних сил П. Штефко, 2007 — міністр оборони В. Парканова та ін. Про битву під Калинівкою видано книги чеських авторів М. Рудольфа «Зборів» (1922), Ю. Хлодецького «Поле слави чехословацької зброї» (1924) та ін.
Поховання чеських вояків є в інших насел. пунктах Тернопільщини, зокрема у селі Коршилів Зборівського району поховано 30 чеських військових.
Із Чехією пов'язана доля багатьох відомих уродженців Тернопільщини: композитора В. Барвінського, вчених І. Горбачевського і С. Дністрянського, піаністки С. Дністрянської та ін. Відомі чехи працювали, творили, а також брали участь у військ. діях на Тернопільщині. Тут народилися історик А. Прохазка, похований Ю. Пічман; у гімназії в м. Тернопіль працювали професори Й. Горжіца, Й. Гофман, О. Колачек; серед професорів Бережанської гімназії — М. Гора, Ф. Кауцкий, П. Шутт. Також із тернопіьською землею пов'язана діяльність К. Бабки, художника І. Влчека, письменників Я. Гашека, К. Запа, Й. Копти і Ф. Ланґера, генерала і поета Р. Медека, держ. діяча, Героя ЧССР та СРСР, Президента ЧССР Л. Свободи. Тривають зв'язки між Чехію та Тернопільщиною в екон. і культ. площинах. В. Барна, Б. Мельничук і В. Уніят підготували книжку «Чехи на Тернопільщині».

### Азербайджанці
За даними перепису 2001 року, у області проживало 133 азербайджанці. В Тернополі діє регіональне відділення Конгресу азербайджанців України, яке очолює Ібрагімов Гідаят Тавакюл огли. Серед відомих азербайджанців Тернопільщини — Алікперов Ігдам Алі огли — спортсмен, тренер (греко-римська боротьба). Заслужений тренер Азербайджанської РСР (1982). Почесний працівник фізкультури і спорту Азербайджану (1998).

## Мова
Рідна мова населення області за результатами переписів, %
|            | 1959 | 1970 | 1989 | 2001 |
| ---------- | ---- | ---- | ---- | ---- |
| українська | 94,6 | 97,1 | 97,3 | 98,3 |
| російська  | 2,9  | 2,6  | 2,5  | 1,2  |
| інша       | 2,5  | 0,3  | 0,2  | 0,2  |

Під час перепису 2001 98,8 % жителів області назвали рідною мову своєї національності, зокрема 99,9 % українців, 80,3 % росіян та лише 8,6 % поляків. Серед українців питома вага осіб, які рідною вважають мову своєї національності, висока у міських поселеннях (99,77 %) і в сільській місцевості (99,94 %). За даними перепису 2001 на Тернопільщині 96,7 % жителів міських поселень назвали рідною мову своєї національності, серед сільського населення — 99,5 %. Насел. національностей із високою часткою міськ. жителів як рідну частіше визнає українську мову: поляки — 90,2 %, євреї — 53,3 %, вепси — 96,9 %, німці — 54 %. Серед мов, якими вільно володіють, крім рідної, найпоширеніша російська (17,7 %), англійська (1,4 %) і польська (1,3 %).
Рідна мова населення Тернопільської області за переписом 2001 р.
|                       | українська | російська |
| --------------------- | ---------- | --------- |
| ТЕРНОПІЛЬСЬКА ОБЛАСТЬ | 98,3       | 1,2       |
| м. ТЕРНОПІЛЬ          | 94,8       | 3,4       |
| БЕРЕЖАНСЬКИЙ РАЙОН    | 99,3       | 0,6       |
| БОРЩІВСЬКИЙ РАЙОН     | 99,2       | 0,7       |
| БУЧАЦЬКИЙ РАЙОН       | 99,6       | 0,3       |
| ГУСЯТИНСЬКИЙ РАЙОН    | 99,4       | 0,4       |
| ЗАЛІЩИЦЬКИЙ РАЙОН     | 99,5       | 0,5       |
| ЗБАРАЗЬКИЙ РАЙОН      | 98,3       | 1,6       |
| ЗБОРІВСЬКИЙ РАЙОН     | 99,7       | 0,2       |
| КОЗІВСЬКИЙ РАЙОН      | 99,6       | 0,3       |
| КРЕМЕНЕЦЬКИЙ РАЙОН    | 98,7       | 1,1       |
| ЛАНОВЕЦЬКИЙ РАЙОН     | 99,2       | 0,7       |
| МОНАСТИРИСЬКИЙ РАЙОН  | 99,6       | 0,3       |
| ПІДВОЛОЧИСЬКИЙ РАЙОН  | 99,5       | 0,4       |
| ПІДГАЄЦЬКИЙ РАЙОН     | 99,8       | 0,1       |
| ТЕРЕБОВЛЯНСЬКИЙ РАЙОН | 99,4       | 0,5       |
| ТЕРНОПІЛЬСЬКИЙ РАЙОН  | 99,5       | 0,4       |
| ЧОРТКІВСЬКИЙ РАЙОН    | 98,3       | 1,5       |
| ШУМСЬКИЙ РАЙОН        | 99,4       | 0,5       |

Сучасне мовлення, мовлення жителів сіл і мовлення міщан на Тернопільщині характерні незначними диференційованими ознаками. Першій категорії більше притаманна діалектна основа, другій — мовні урбаністичні ознаки одиниці: сленг, жаргон, арго.
Діалектне мовлення Тернопільщини зберегло давні мовні ознаки, що простежуються на фонетичному, морфологічному і лексико-фразеологічному рівнях.

### Діалекти української мови
Як свідчить українська діалектологія, територія Тернопільщини, за винятком трьох районів, належить до наддністрянського діалекту південно-західного наріччя української мови.
Лановецький, північна частина Збаразького, Кременецький та Шумський райони входять в ареал волинського говору південно-західного наріччя.
Як для наддністрянських, так і для волинських говірок Тернопільщини характерна чимала кількість обласних локальних діалектизмів, котрих нема в українській літературній мові чи в інших українських діалектах. Наприклад: ванькир — кімната, басаман — синець на тілі, бімбати — легковажити, воринал — нічний горщик, гнеть — незабаром, гуска — весільні калачі, ґоґодза — брусниця, дюґ — стусан під ребра, зізувати — скидати взуття, капцан — волоцюга, кулявий — кульгавий, лилик — кажан, марод — хворий, паньинка — сорт яблук, соба — піч у хаті, тагун — людське ребро, фонда — стрічка, хрести — копиця з дев'яти снопів, целина — нове поле, чок — дзьоб.

## Динаміки зміни кількості населення
Динаміка зміни кількості населення (тисяч осіб) у Тернопільській області згідно з переписами є такою:
- 1 433 600 (1940);
- 1 327 100 (1941)[10];
- 818 000 (1944)[11];
- 1 085 586 (1959);
- 1 152 668 (1970);
- 1 163 141 (1979);
- 1 168 871 (1989);
- 1 180 300 (1993);
- 1 172 300 (1997);
- 1 152 700 (2000);
- 1 142 416 (2001);
- 1 134 221 (2003).
- 1 098 618 (2008).
- 1 077 300 (2013).

Станом на 1 червня 2013 року Тернопільщина за чисельністю жителів займає 21 місце серед областей України, випереджаючи тільки Чернівецьку, Кіровоградську, Волинську та Чернігівську області.

## Сучасні демографічні процеси
В сучасних умовах вони свідчать про несприятливість демографічної ситуації для процесу відтворення населення. Від кінця 1980-х темпи природного приросту населення значно зменшилися. Якщо 1960 в розрахунку на 1000 жителів народжувалося 21,7 і помирало 7,9 особи, 1992 — відповідно 13,8 і 13,9 особи, то 2002 — 9,2 і 14,4 особи. Природний приріст постійно зменшується:
- 1960 — 13,8 %,
- 1992 −0,1 %,
- 2002 — 5,2 %.

В області від 1992 він від'ємний, кількість населення неухильно скорочується.
2002—2003 тут стало на 7 тис. жителів менше.

## Демографічна ситуація у селах
Найгірша демографічна ситуація у селах: 2002 народжуваність становила 9,1 %, смертність — 17,6 %, природне скорочення населення — 8,5 % (у містах — відповідно 9,3 %, 10 % і 0,7 %).
Причини такого становища:
- погіршення життя людей в умовах економічної кризи,
- «старіння» населення,
- посилення міграційних процесів за межі області,
- менша кількість шлюбів і більша — розлучень.

Пенсіонери становлять 24,1 %, діти — 20,2 %, решта — працездатне населення.
Збільшення частки старших людей є однією з причин збільшення показників смертності.

## Місце народження
За переписом 2001 року 95,0 % населення Тернопільської області народилися на території України (УРСР), 4,7 % населення — на території інших держав (зокрема 2,5 % — на території Польщі, 1,5 % — на території Росії), 0,3 % населення не вказали місце народження. 87,5 % населення народилися на території Тернопільської області, 7,5 % — у інших регіонах України.
Питома вага уродженців різних регіонів України у населенні Тернопільської області за переписом 2001 року:
| уродженців області | кількість | частка у населенні |
| Тернопільської     | 996420    | 87,5               |
| Львівської         | 15816     | 1,4                |
| Хмельницької       | 14640     | 1,3                |
| Івано-Франківської | 9878      | 0,9                |
| Рівненської        | 5259      | 0,5                |
| Вінницької         | 5008      | 0,4                |
| Житомирської       | 3058      | 0,3                |
| Чернівецької       | 2710      | 0,2                |
| Волинської         | 2552      | 0,2                |
| Донецької          | 2172      | 0,2                |
| Дніпропетровської  | 2110      | 0,2                |
| Одеської           | 1949      | 0,2                |
| Київської          | 1890      | 0,2                |
| Миколаївської      | 1765      | 0,2                |
| АР Крим            | 1681      | 0,1                |
| Закарпатської      | 1639      | 0,1                |
| Черкаської         | 1504      | 0,1                |
| Полтавської        | 1482      | 0,1                |
| Харківської        | 1419      | 0,1                |
| Чернігівської      | 1415      | 0,1                |
| Херсонської        | 1357      | 0,1                |
| Сумської           | 1341      | 0,1                |
| Луганської         | 1217      | 0,1                |
| Кіровоградської    | 1185      | 0,1                |
| Запорізької        | 1084      | 0,1                |
| м. Києва           | 881       | 0,1                |
| Севастополя        | 149       | 0,0                |

## Приріст населення
Показники народжуваності, смертності та природного приросту у 1950—2014 рр.
| коефіцієнт (на 1000 осіб) | 1950 | 1960 | 1970 | 1990 | 2000 | 2010 | 2014 |
| ------------------------- | ---- | ---- | ---- | ---- | ---- | ---- | ---- |
| народжуваності            | 21,3 | 21,6 | 15,7 | 14,2 | 9,2  | 10,9 | 10,9 |
| смертності                | 11,1 | 7,9  | 9,6  | 12,8 | 13,6 | 14,4 | 14,2 |
| природного приросту       | 10,2 | 13,7 | 6,1  | 1,4  | -4,4 | -3,5 | -3,3 |

2002 в Тернополі — додатній природний приріст населення (1,7 %), в усіх районах області — від'ємний.
Найнижчий — у Зборівському (-10 %), Гусятинському, Збаразькому, Підгаєцькому, Підволочиському, Лановецькому, Монастириському (-7, — 8 %) районах, у яких переважають сільські жителі.
Природне скорочення населення свідчить про депопуляційні процеси, що відбуваються в області загалом і в кожному районі зокрема. Особливо несприятлива вікова структура населення у сільській місцевості: діти становлять 20,5 %, люди похило віку — 29,8 %, працездатні — 49,7 %. Це зумовлює дальше збільшенню показників смертності і демографічного навантаження. Нині в області загалом на 1000 працездатних людей припадає 800, у селах — 1014 непрацездатних. У майбутньому це знайде відображення у показниках працересурсного потенціалу.

## Безробіття і зайнятість

### Австрійський і польський періоди
Для Тернопільщини безробіття було характерним ще в австрійський і польський періоди (згідно з документами ДАТО). Функціонували «Державне управління посередництва праці», «Бюро надання праці», відділи праці та соціальної опіки тощо. Всі послуги приватних посередницьких структур на ринку праці були платними за рахунок як пошуковців роботи, так і роботодавців. Державні (магістратські) «біржі праці» надавали послуги безкоштовно. У Тернополі діяльність «біржі праці» налагодилася у 1870—1880. Вона виконувала функції:
- реєстрація пошуковців роботи;
- частині з них надавання статусу безробітних;
- виплачування грошової допомогу;
- позбавлення її тих безробітних, які несвоєчасно відвідували «біржу» чи відмовлялися від запропонованої постійної або тимчасової праці;
- організація сезонних та громадських робіт тощо.

У Чорткові «біржа праці» створена у 1873 при міському магістраті. 1926 тут перебував на обліку 121 безробітний мешканець, у 1931 — 530 безробітних. Допомогою безробітних опікувалась і громадськість. У гмінах створювали комітети у справах безробітних, діяли воєводські та повітові громадські комітети допомоги безробітним.

### Період незалежної України
У період запровадження ринкових відносин РМ УРСР прийняла постанову від 21 грудня 1990 № 381 «Про створення державної служби зайнятості в Українській РСР». Тернопільська обласна служба зайнятості утворена рішенням виконкому обласної ради народних депутатів від 15 січня 1991 № 6 на базі відділу облвиконкому по трудових ресурсах та в результаті реорганізації створених рішенням облвиконкому від 23 серпня 1989 № 195 госпрозрахункового центру та бюро по працевлаштуванню, перенавчанню і профорієнтації населення — в обласну службу зайнятості відділу праці та соціальних питань облвиконкому.
Невдовзі обласна служба зайнятості стала окремою структурою, до якої належать Тернопільський обласний і міський та 17 районних центрів зайнятості.
Обласний центр зайнятості від часу його створення очолює Б. Довжук. Різке зростання безробіття почалося 1996.
Статистика безробіття:
- 1996 — 11032 особи;
- 1997 — 21043,
- 1998 — 32806,
- 1999 — 39259,
- 2000 — 42620.

Із 2001 — короткочасне, переважно сезонне (у весняно-літній період) зменшення чисельності безробіт.:
- на 1 січня 2002 — 39798 осіб.

На 1 січня 2003 кількість збільшилася до 42401, в основному за рахунок масової реєстрації безробітних мешканців сіл, частка яких на початку 2003 досягла 53,5 % від загальної чисельності безробітних.
За 12 років діяльності області служби зайнятості за допомогою у працевлаштуванні звернулося понад 330 тис. осіб, більшості з яких відповідно до законодавства надано статус безробітних та виплачено допомогу. Працевлаштовано понад 130 тис. осіб, майже 24 000, переважно молодих, отримали першу чи іншу професію за кошти Фонду.
Безробіття, низький рівень зарплати є основною причиною трудової міграції. Щороку на заробітках у Польщі, Італії, Росії та інших країнах перебувають, за даними обласної служби зайнятості, близько 43,4 тис. осіб, у сезон — бл. 50 тис., що перевищує чисельність зареєстрованих безробітних в області.

### Зайнятість населення
Сфери зайнятості населення області за переписом 2001 року
| сфера діяльності                                                                 | кількість зайнятих | частка  |
| -------------------------------------------------------------------------------- | ------------------ | ------- |
| Сільське господарство, мисливство та лісове господарство                         | 156 680            | 39,7 %  |
| Обробна промисловість                                                            | 47 586             | 12,1 %  |
| Освіта                                                                           | 41 646             | 10,5 %  |
| Охорона здоров'я та соціальна допомога                                           | 31 955             | 8,1 %   |
| Оптова та роздрібна торгівля; торгівля транспортними засобами; послуги з ремонту | 24 271             | 6,1 %   |
| Державне управління                                                              | 21 080             | 5,3 %   |
| Транспорт і зв'язок                                                              | 16 727             | 4,2 %   |
| Будівництво                                                                      | 11 277             | 2,9 %   |
| Колективні, громадські та особисті послуги                                       | 9 569              | 2,4 %   |
| Неточно вказали або не вказали вид діяльності                                    | 9 438              | 2,4 %   |
| Виробництво електроенергії, газу та води                                         | 8 170              | 2,1 %   |
| Операції з нерухомістю, здавання під найм та послуги юридичним особам            | 4 720              | 1,2 %   |
| Готелі та ресторани                                                              | 4 695              | 1,2 %   |
| Послуги домашньої прислуги                                                       | 3 201              | 0,8 %   |
| Фінансова діяльність                                                             | 2 451              | 0,6 %   |
| Добувна промисловість                                                            | 1 044              | 0,3 %   |
| Рибне господарство                                                               | 257                | 0,1 %   |
| Всього зайнятих економічною діяльністю                                           | 394 767            | 100,0 % |

## Еміграція

### Еміграція в австрійський період
Масовий процес переселення з Галичини розпочався в останній третині 19 століття. Перша хвиля переселенського руху тривала з останній чверті 19 ст. до 1-ї світової війни. Жителі сучасної території Тернопільщини виїжджали здебільшого до Канади, США, Бразилії. Серед емігрантів переважало безземельне або малоземельне селянство з відсталих національних окраїн Австро-Угорщини і царської Росії. До початку 1-ї світ. війни з Австро-Угорщини лише до США і Канади виїхало 400 тис. українців. Основний контингент українських емігрантів у Канаду рекрутувався з центральних і південних повітів галицького Поділля — Гусятинського, Чортківського, Борщівського, Заліщицького.
1900 року львівська газета «Руслан» писала:
|  | В Заліщицькому повіті проявився в послідніх часах знов великий рух еміграційний. Майже щомісяця виїздило або виїздить по кілька родин з сіл Сенькова, Колодрібки, Блищанки, Щитовець. У серпні-вересні кинулась гарячка на села західні. Минулого тижня виїхало з сіл Печерна і Жежава над Дністром, а також із села Дви-няча разом декілька десятків родин руського селянства |

Масовим стало у 1880-ті переселення східногалицького селянства на територію Росії. Новий його вибух припав на серпень 1892 і розпочався в Збаразькому повіті, звідки в ніч із 3 на 4 серпня 25 жителів села Шили таємно перейшли через кордон у Росію. Через тиждень повіт залишили 1500 селян. Поступово еміграційна «гарячка» перекинулася в Борщівський, Скалатський, Тернопільський та інші повіти.

### Еміграція у міжвоєнний період
Після 1-ї світової війни почалася друга хвиля еміграції: до грудня еміграція додалася ще й політична. Диктатор ЗУНР Євген Петрушевич разом із урядом зупинився у Відні, після остаточного вирішення державної долі східної Галичини переїхав до Берліна.
Між 1-ю і 2-ю світовими війнами, коли українські землі продовжували перебувати під владою різних держав, істотно змінився еміграційний процес. Якщо з радянської України еміграція фактично не відбувалася, то із Західної України, Північної Буковини і Закарпаття вона відновилася у 1920-ті й тривала до 2-ї світової війни. 1918—1925 до Канади прибуло 3700 осіб, в основному дружини і діти тих, хто приїхав сюди до 1-ї світової війни.
1925 у Львові було створено Товариство допомоги українським емігрантам, яке заохочувало виїзд за кордон. Найбільші скупчення українських емігрантів були в Чехо-Словаччині та Польщі, менші — в Австрії, Німеччині, Франції, Бельгії, Югославії, Італії.
У 1927—1937 з Тернопільського воєводства емігрувало 61300 осіб.

### Четверта хвиля еміграції
За далеко не повними даними, понад 100 тис. заробітчан із Тернопільщини поповнили четверту хвилю української еміграції. Серед чоловіків-емігрантів найактивніші вікові категорії 30—49 рр., серед жінок — 30—39 рр. Тернопільські банкіри припускають, що емігранти щорічно пересилають своїм родинам у середньому 150 млн дол., що є великими інвестиціями в народне господарство області.